# Palazzo Sipari (Pescasseroli)
Il Palazzo Sipari è un edificio civile storico di Pescasseroli (AQ), legato alla famiglia Sipari e al filosofo Benedetto Croce. Nel palazzo è ospitata l'omonima casa museo.

## Storia

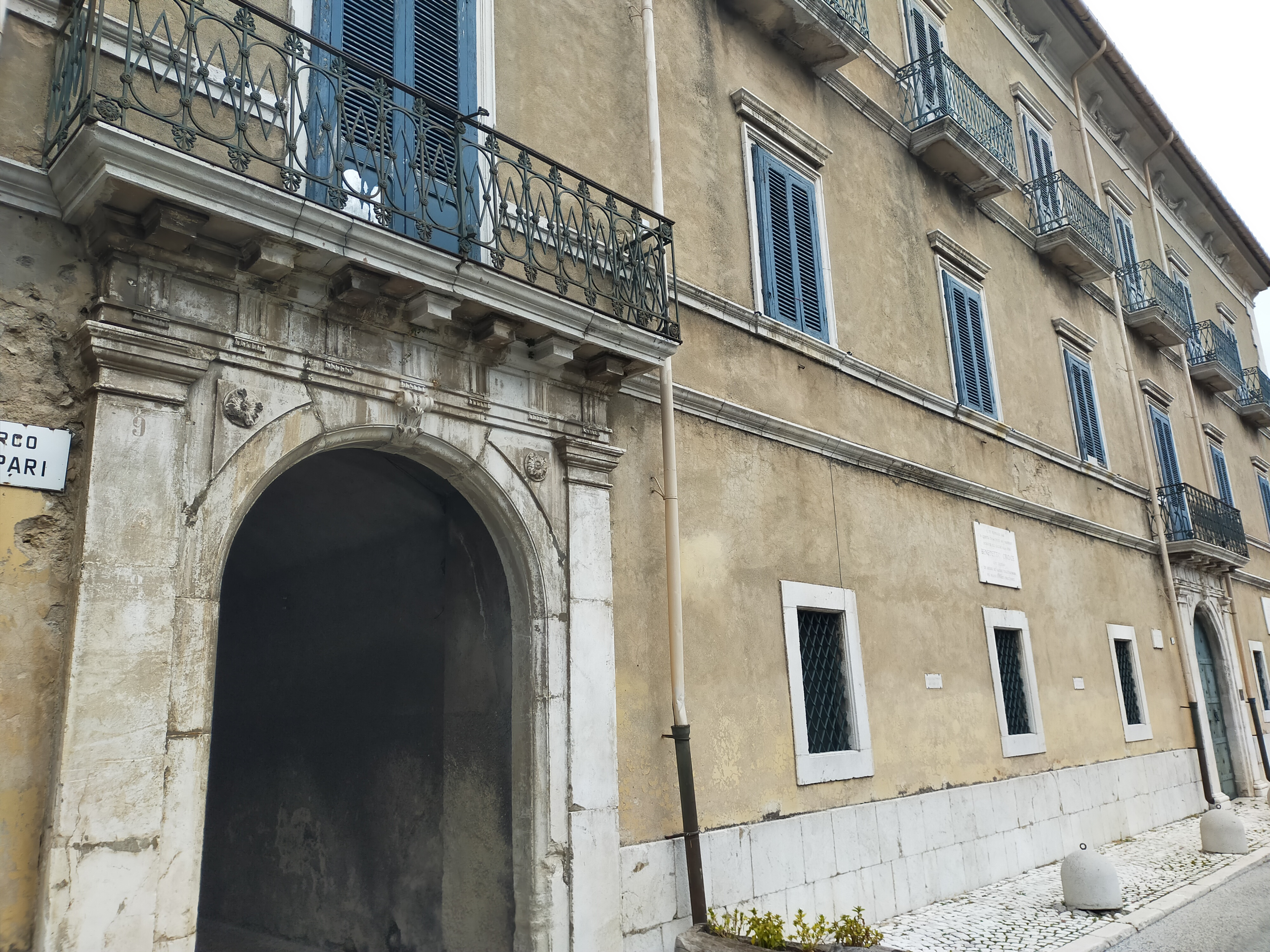
Arco di palazzo Sipari

Il palazzo sorge sul sito di un palazzetto baronale di proprietà fino al 1838 della famiglia Massa di Sorrento, feudatari di Pescasseroli. Pietrantonio Sipari, esponente della nuova borghesia armentaria del posto, acquistò da questi ultimi ciò che rimaneva della antica struttura; al suo posto, non avendo voluto concludere l'acquisto all'asta del palazzo ducale di Alvito, decise di edificare l'odierna struttura, i cui lavori terminarono nel 1839. Da allora il palazzo è stato abitato fino al 2006 dalla famiglia Sipari, quando scomparve l'ultima proprietaria, la marchesa Maria Cristina Sipari, secondogenita del deputato Erminio Sipari, nipote di Pietrantonio. Il 25 febbraio 1866 vi nacque, al secondo piano, il noto filosofo Benedetto Croce.
All'interno del palazzo sono state ospitate personalità di rango elevato, quali il sovrano Vittorio Emanuele III, il Duca Amedeo d'Aosta e altri membri della Casa Reale. Tra la fine del XIX secolo e i primi del successivo nel palazzo sono stati ospitati anche esponenti del governo e altre personalità politiche e culturali. Dichiarato nel 1967 di particolare interesse artistico e storico, ad esso sono stati apposti i vincoli di tutela da parte della Soprintendenza Archeologia, Belle Arti e Paesaggio dell'Abruzzo. Sono state affisse due targhe marmoree sul prospetto principale, ricordando le figure di Croce e del cugino Erminio Sipari.
Nel novembre 2013 è stata aggiunta una terza targa, per ricordare la marchesa Maria Cristina, che volle che il palazzo divenisse una casa museo. Gli spazi museali e archivistici sono gestiti dalla Fondazione Erminio Zel Sipari Onlus, istituita nel 2005.

## Descrizione

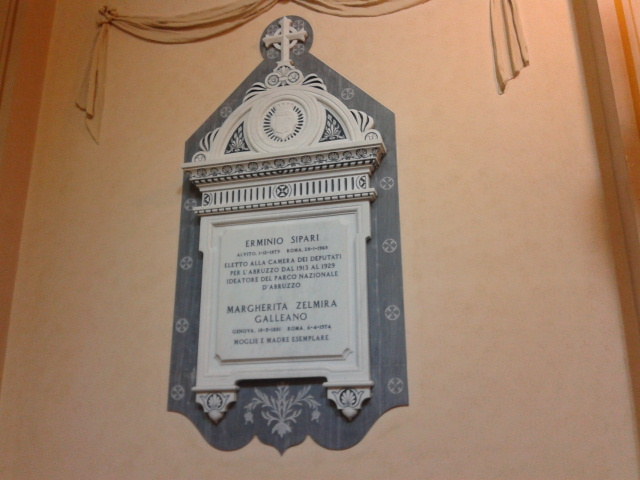
Lapide nella cappella dell'Addolorata che commemora Erminio Sipari

L'edificio ha un'eccellente impostazione architettonica di tipo tardo rinascimentale-neoclassico, ingentilito da eleganti forme classiche. Occupa una superficie in pianta di circa 1.000 m² e si articola su tre piani successivi, oltre quello terreno. Il portale è costruito in pietra riquadrata da ordini architettonici, da esso si entra in un cortile con pozzo, dove si accede all'interno. Al piano terra si trovano i locali centinati e quelli anticamente destinati a dimora della servitù, oltre alla biblioteca, con le strutture lignee originali, nella quale si trova l'archivio storico di Pescasseroli, vincolato dalla Soprintendenza.
In fondo al cortile sulla sinistra si entra direttamente nel settore gentilizio del palazzo, dove si trova lo scalone monumentale. Al primo piano si trovano locali nei quali si svolgeva la vita quotidiana della famiglia, resi accessibili mediante una visita guidata che illustra le varie funzionalità di ciascuna stanza.Al secondo piano si trova la stanza dove nacque Benedetto Croce; qui negli ampi saloni si svolgono varie manifestazioni culturali che la Fondazione Sipari organizza dal 2007. Annessa al palazzo vi è la chiesa della Madonna dell'Addolorata, al cui interno sono conservate le spoglie di alcuni membri della famiglia Sipari.

### Casa museo di palazzo Sipari
Nel luglio 2005 la marchesa Maria Cristina Sipari volle realizzare nel palazzo storico la casa museo con la biblioteca e con antiche strutture di legno in cui sono conservati testi e documenti dell’archivio storico, vincolato dalla Soprintendenza Archivistica e Bibliografica dell'Abruzzo e del Molise, con documenti originali riguardanti l'attività intellettuale e politica di Erminio Sipari e Benedetto Croce. In alcune stanze sono esposti gli oggetti di uso comune della famiglia Sipari. Di fronte al palazzo, nelle ex scuderie Sipari, è collocato il museo storico del parco nazionale d'Abruzzo, Lazio e Molise.